# 무동물 농업
무동물 농업(animal-free agriculture), 식물 농업, 식물 기반 농업, 완전 채식 농업, 가축없는 농업은 동물이나 동물성 제품을 사용하지 않는 농업 방법으로 구성되는 농업이다.
비동물성 재배자는 가축을 사육하지 않으며, 농작물에 비료를 주기 위해 가축의 두엄이나 동물의 일부(뼈분, 혈분, 어분)와 같은 동물성 제품을 사용하지 않는다. 대신 녹비와 식물성 퇴비를 사용하는 것이 강조된다.

## 방식
동물을 사용하지 않는 농업은 유기농법이나 비유기농법을 사용할 수 있다. 그러나 동물 없는 농업에 대한 가장 자세한 논의는 현재 동물 없는 유기농 변종에 초점을 맞추고 있다. EU에서는 분뇨에 대한 보조금이 지급되므로 농부들은 동물성 비료 대신 분뇨를 사용하는 데 재정적 인센티브를 갖고 있다. 그러나 유기농 비료에는 보조금이 지원되지 않는다.
합성 비료를 사용하는 산업 농업에는 동물이 없고, 이로 인해 미국에서는 분뇨를 사용하는 산업형 농장이 거의 없다. 2006년에는 미국 전체 농경지 중 단지 5%만이 비료로 사용되었다.

## 같이 보기
- 산림 원예